# Спондж Боб: Търсят се квадратни гащи
„Спондж Боб: Търсят се квадратни гащи“ (на английски: The SpongeBob Movie: Search for SquarePants) е предстояща американска анимационна приключенска комедия от 2025 г., базирана на сериала „Спондж Боб Квадратни гащи“ по идея на Стивън Хеленбърг. Филмът е режисиран от Дерек Драймън и озвучаващият състав се състои от оригиналните членове на сериала, заедно с Джордж Лопез, Айс Спайс, Артуро Кастро, Шери Кола, Реджина Хол и Марк Хамил. Той е четвъртият пълнометражен филм на филмовата поредица след „Гъба беглец“ от 2020 г.
Филмът се очаква да излезе по кината в Съединените щати на 19 декември 2025 г. в разпространение от „Парамаунт Пикчърс“ и в България – от 26 декември в разпространение от „Форум Филм България“.

## Актьорски състав
- Том Кени – Спондж Боб Квадратни гащи
- Кланси Браун – господин Рак
- Роджър Бъмпас – Сепия Пипалата
- Бил Фагърбаки – Патрик Звездата
- Карълайн Лорънс – Санди Чийкс
- Мистър Лорънс – Планктон
- Джордж Лопес[2]
- Айс Спайс[2]
- Шери Кола
- Реджина Кол
- Артуро Кастро[2]
- Марк Хамил – Летящия холандец[3][4]

## Производство
Четвъртият филм от поредицата е официално потвърден за разработка през февруари 2022 г. През април 2023 г. по време на панела „Сан Диего Комик-Кон“ за „Парамаунт Пикчърс“ е съобщено, че филмът е озаглавен като The SpongeBob Movie: Search for SquarePants, а Дерек Драймън е насрочен като режисьор за филма. През април 2024 г. е обявено, че всички от актьорския състав от сериала – Том Кени, Кланси Браун, Роджър Бъмпас, Бил Фагърбаки, Карълайн Лорънс и господин Лорънс – ще се завърнат с ролите си. През юли Марк Хамил разкрива, че ще озвучава Летящия холандец, замествайки дългогодишния му озвучител Брайън Дойл-Мъри.